# Sergei Petrowitsch Leiferkus

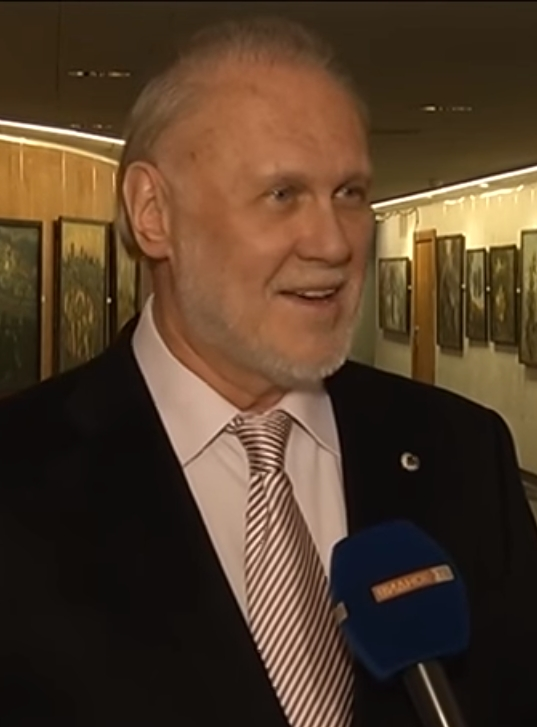
Sergei Leiferkus, Gorki Leninskije, April 2016

Sergei Petrowitsch Leiferkus (russisch Сергей Петрович Лейферкус; * 4. April 1946 in Leningrad) ist ein russischer Opern- und Konzertsänger (Bariton).
Leiferkus studierte Musik am Konservatorium in Leningrad, nach seinem Abschluss war er ab 1972 am Maly-Theater und ab 1977 am Kirow-Theater in Leningrad engagiert. Zu seinem Repertoire gehören Stücke in Russisch und Italienisch.
Er ist bekannt durch seine Rollen vor allem als Onegin, aber auch als Scarpia in Giacomo Puccinis Tosca, Jago in Giuseppe Verdis Otello und Simon Boccanegra (Titelrolle), der Hohepriester des Dagon in Samson et Dalila von Camille Saint-Saëns oder Friedrich Telramund in Lohengrin.
Im Konzertrepertoire ist er berühmt geworden durch die Interpretation von Modest Mussorgskis Liedern und Tänzen des Todes sowie des Bassparts in der 13. Sinfonie von Dmitri Schostakowitsch.

## Opernhäuser und Orchester
Leiferkus gab Gastspiele an den wichtigsten Opernhäusern der Welt, darunter das Londoner Royal Opera House, die Wiener Staatsoper, die Opéra Bastille in Paris, die Mailänder Scala, San Francisco Opera, die New Yorker Met, De Nederlandse Opera, das Teatro Colón, außerdem Festspiele wie das Edinburgh Festival, die Bregenzer Festspiele oder das Glyndebourne Festival.
Er arbeitete auch mit vielen herausragenden Dirigenten und Orchestern: Sir Georg Solti, James Levine, Claudio Abbado, Valery Gergiev, Bernard Haitink, Zubin Mehta, Riccardo Muti und Seiji Ozawa; mit London Symphony Orchestra, Boston Symphony Orchestra, New York Philharmonic, Philadelphia Orchestra und den Berliner Philharmonikern.